# Estació de trens de Berchem
L'Estació de trens de Berchem (en luxemburguès:  Gare Bierchem; en francès:  Gare de Berchem, en alemany:  Bahnhof Berchem) és una estació de trens que es troba a Berchem al sud de Luxemburg. La companyia estatal propietària és Chemins de Fer Luxembourgeois. L'estació està situada en el ramal ferroviari de la línia 60 CFL, que connecta la ciutat de Luxemburg amb les Terres Roges al sud del país.

## Servei
Berchem rep els serveis ferroviaris pels trens de Regionalbahn (RB) i Regional Express (RE) amb relació a la línia 60 CFL entre Ciutat de Luxemburg, Rodange i Athus (França)